# Careproctus zachirus
Careproctus zachirus är en fiskart som beskrevs av Kido, 1985. Careproctus zachirus ingår i släktet Careproctus och familjen Liparidae. Inga underarter finns listade.